# 天下第二
《天下第二》，2007年中国大陆拍摄的电影。

## 故事情节
清朝末年，曾经赢得“天下第一”的京东镖局雄风不再，当家人松三爷入不敷出，又被逼债上门。正在这时，朝廷决定在此举行比武大会，胜者不但获得“天下第一”称号，更可以获得赏银万两。在收到比武大会邀请后，松三爷决定参加比武，意欲取胜，以赏银偿还债务。于是，松三爷带着镖局师爷诸葛明、钱庄收账镇远，进京比武。在京城，又遇到江湖骗子艳玲，并被奕丰王爷之女红格格误认为救命恩人。
比武大会上，松三爷阴差阳错打败众人，意外取胜。松三爷莫名其妙地成了传奇人物，而艳玲却在不知不觉中动了真感情。

## 影片演员表
- 王劲松 饰 松三爷
- 张默 饰 诸葛明
- 李玉刚 饰 爱贝勒
- 黄小蕾 饰 艳玲